# FC Deutschland 1901 Forst
FC Deutschland 1901 Forst was een Duitse voetbalclub uit de stad Forst.

## Geschiedenis
De club werd in 1901 opgericht. De club speelde vanaf 1904/05 in de tweede klasse van de Nederlausitzse competitie. In 1908 werd de club kampioen en speelde de eindronde ter promotie tegen eersteklasser FC Askania Forst. Askania won en Deutschland bleef in de tweede klasse. In 1909 eindigde de club samen met FC Hohenzollern 1901 Forst eerste en won de titelfinale. In de eindronde tegen FC Viktoria Forst slaagde de club er nu wel in om promotie af te dwingen. 
In het eerste seizoen in de hoogste klass eindigde de club laatste en werd nu door Viktoria Forst verslagen in de eindronde, waardoor ze weer degradeerden. Het volgende seizoen werd de club autoritair kampioen. Ze wonnen alle zestien wedstrijden en scoorden 120 keer. Door uitbreiding van de hoogste klasse was er geen barrage meer nodig en promoveerde de club rechtstreeks. De volgende seizoenen eindigde de club meestal in de middenmoot en speelde in de schaduw van de succesvollere stadsrivalen Askania en Viktoria. In 1924 werden ze tweede in de groep Forst achter Viktoria. De volgende jaren verzeilde de club weer in de middenmoot. 
In 1933 werd de competitie grondig geherstructureerd nadat de NSDAP aan de macht kwam in Duitsland. De talloze regionale competities werden ontbonden en vervangen door de Gauliga. Echter werden de clubs van Neder-Lausitz, in tegenstelling tot de andere clubs van de Zuidoost-Duitse voetbalbond ingedeeld in de Gauliga Berlin-Brandenburg, waarin de concurrentie van de Berlijnse clubs zo sterk was dat geen enkele club uit Forst nog het op hoogste niveau zou spelen. De club begon in de Bezirksliga Frankfurt/Lausitz. Het is niet meer bekend wat daar de resultaten waren. 
Na het einde van de Tweede Wereldoorlog werden alle Duitse clubs ontbonden. De club werd niet meer heropgericht. 